# Miracle in Cell No. 7
Miracle in Cell No. 7 (hangul: 7번방의 선물; RR: 7beonbangui Seonmul, lit. „Un Cadou de la Camera 7”) este un film sud-coreean de comedie-dramă din 2013 în care joaca Ryu Seung-ryong, Kal So-won și Park Shin-hye. Povestea este cea a unui bărbat cu probleme psihice închis pe nedrept pentru crimă, care se împrietenește cu criminalii din celula lui, care în schimb îl ajută să-și revadă fiica în închisoare.
Titlu de lucru al filmului a fost de December 23 (hangul: 12월 23일).

## Sinopsis
Lee Yong-gu este un bărbat bolnav psihic, cu intelectul unui copil de șase ani. El trăiește într-o casă împreună cu fiica lui Ye-seung. Într-o zi, el intră într-o altercație cu un comisar de poliție, care tocmai a cumpărat ultimul rucsac Sailor Moon pentru fiica lui, un cadou pentru care Yong-gu economisea pentru a-l cumpăra pentru Ye-seung. Curând după aceea, fiica comisarului de poliție moare într-un accident, în care ea alunecă pe gheață și suferă o lovitură fatală la cap în timp ce îl ducea pe Yong-gu la un alt magazin care vindea același rucsac. Când Yong-gu încearcă să o resusciteze, un membru al publicului crede greșit că el o molestează. Yong-gu este acuzat de răpire, crimă și viol asupra unei minore. Poliția profită de handicapul lui Yong-gu și îl forțează să mărturisească crima, ignorând dovezile exoneratoare. Yong-gu este închis și repartizat la Celula Nr. 7, cea mai grea celulă dintr-o închisoare de maximă securitate.
Ceilalți bărbați din celula condusă de liderul bandei So Yang-ho nu îl plac inițial pe Yong-gu după ce citesc în dosarul lui că a ucis și a molestat un copil. Când Yong-gu îl salvează pe Yang-ho de la a fi înjunghiat mortal de către un lider de bandă  rival, Yang-ho îl răsplătește și o aduce pe ascuns pe Ye-seung în Celula Nr. 7. Deținuții din celulă se împrietenesc încet cu Yong-gu și încep să creadă că el este un om bun care s-a întâmplat să se afle în locul nepotrivit, la momentul nepotrivit. Ei îl ajută pe Yong-gu să repete ce să spună la proces. În cele din urmă, chiar și directorul închisorii, Jang Min-hwan, care este inițial dur cu Yong-gu, începe să îl creadă când acesta din urmă îl salvează de la un atac prin incendiere, și își dă seama că Yong-gu a fost pur și simplu forțat să facă o mărturisire falsă. El o ia în custodie Ye-sung și îi permite să-și viziteze tatăl în fiecare după-amiază.
Comisarul de poliție, cu toate acestea, amenință să o rănească pe Ye-seung dacă Yong-gu nu-și mărturisește „crima” în timpul procesului. Yong-gu alege în cele din urmă să se sacrifice și pledează vinovat și este condamnar la moarte. Executarea lui în data de 23 decembrie coincide cu ziua de naștere a lui Ye-seung. Înainte de această dată, colegii deținuți ai lui Yong-gu lucrează la un balon cu aer cald și îi forțează pe Yong-gu și Ye-seung să urce la bord cu scopul de a încerca să scape din închisoare. Este organizată o revoltă pentru a opri poliția din încercarea de a-l recaptura pe Yong-gu, dar planul în cele din urmă eșuează, fiindcă o frânghie legată de un balon se prinde într-o sârmă ghimpată. Mai târziu, Yong-gu este în cele din urmă executat.
La ani după execuția lui Yong-gu, Ye-sung, care a fost adoptată oficial de Min-hwan, a devenit avocată. Ea îi adună pe foștii colegi deținuți ai tatălui ei, care au fost eliberați, pentru a depune mărturie la rejudecarea răposatului ei tată, ceea ce duce la achitarea lui. Ea vizitează Celula Nr. 7, amintindu-și despre călătoria cu balonul cu aer cald.

## Distribuție
- Ryu Seung-ryong ca Lee Yong-gu
- Kal So-won ca Ye-sung (copil)
- Park Shin-hye ca Ye-sung (adult)
- Oh Dal-su ca So Yang-ho
- Jung Jin-young ca Jang Min-hwan
- Park Won-sang ca Choi Chun-ho
- Kim Jung-tae ca Kang Om-beom
- Jung Man-sik ca Shin Bong-shik
- Kim Ki-cheon ca Bătrânul Da-do

## Adaptări
Filmul a fost adaptat într-un film kannada în 2017 intitulat Pushpaka Vimana. Kross Pictures a produs adaptarea hindi oficială în colaborare cu Film Indian Studios și a fost regizat de Umesh Shukla.
Acesta a fost de asemenea adaptat în 2019 în Turcia ca 7. Koğuştaki Mucize.
Filmul a fost adaptate și în Filipine, cu același titlu, în care joacă Aga Muhlach, Bela Padilla și Xia Vigor.
În 2020, Indonezia adaptat filmul cu același titlu.